# Sablatnig P.III
Le Sablatnig P.III est un avion de ligne produit en Allemagne au début des années 1920 par la firme Sablatnig.

## Développement

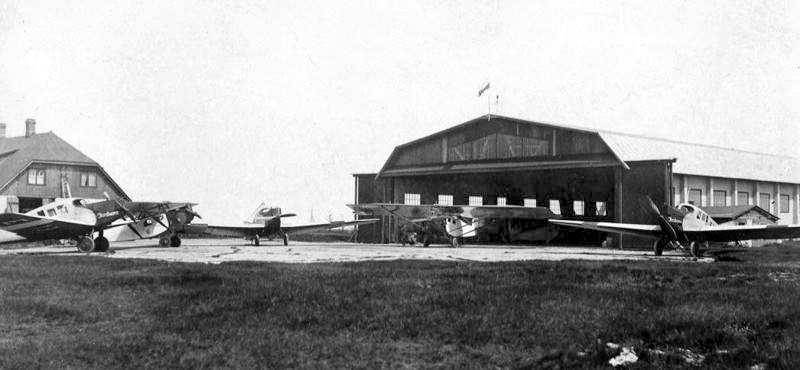
Deux P.III stationnés à cotè de Junkers F.13 sur l'aérodrome de Lasnamäe en Estonie en 1925.

Un récit de l'époque décrit le P.III comme le premier avion allemand spécialement conçu comme avion de ligne commercial. c'est un monoplan à aile parasol et haubans rigides de conception conventionnelle monomoteur (soit un Benz de 200 ch, soit un Maybach de 260 ch). Plus tard, le moteur britannique Armstrong Siddeley Puma de 258 ch devient le standard. L'équipage constitué d'un pilote et d'un navigateur ou mécanicien est logé dans deux habitacles découverts placés en tandem en arrière de l'aile et de la cabine fermée pour six passagers au centre du fuselage. Les passagers entrent dans la cabine par une porte directement depuis le sol plutôt que de devoir grimper sur le côté de l'avion ou monter une échelle. La cabine du P.III offre aux passagers le confort d'une automobile coûteuse. La structure était entièrement en bois, le fuselage étant recouvert de contreplaqué. Les ailes et l'empennage horizontal se replient pour le stockage ou le transport ferroviaire. Les P.III transportaient leur propre hangar portable.  

## Historique opérationnel
Cet avion est l'un des rares autorisés pour une utilisation exclusivement civile par l'Interallierte Luftfahrt-Überwachungs-Kommission (Commission interalliée de contrôle de l'aviation) à être construit en Allemagne après la Première Guerre mondiale. Cependant, en vertu du traité de Versailles, toute production d'avions est interdite en Allemagne pendant une période de six mois au cours de l'année 1920, et tous les avions existants, tant militaires que civils, y compris les avions construits après la fin de la Première Guerre mondiale, devaient être soit remis à l'armée alliée, soit détruits. Par conséquent, Sablatnig cesse de construire des avions. Apparemment, les P.III existants sont soit cachés, soit sortis clandestinement d'Allemagne.

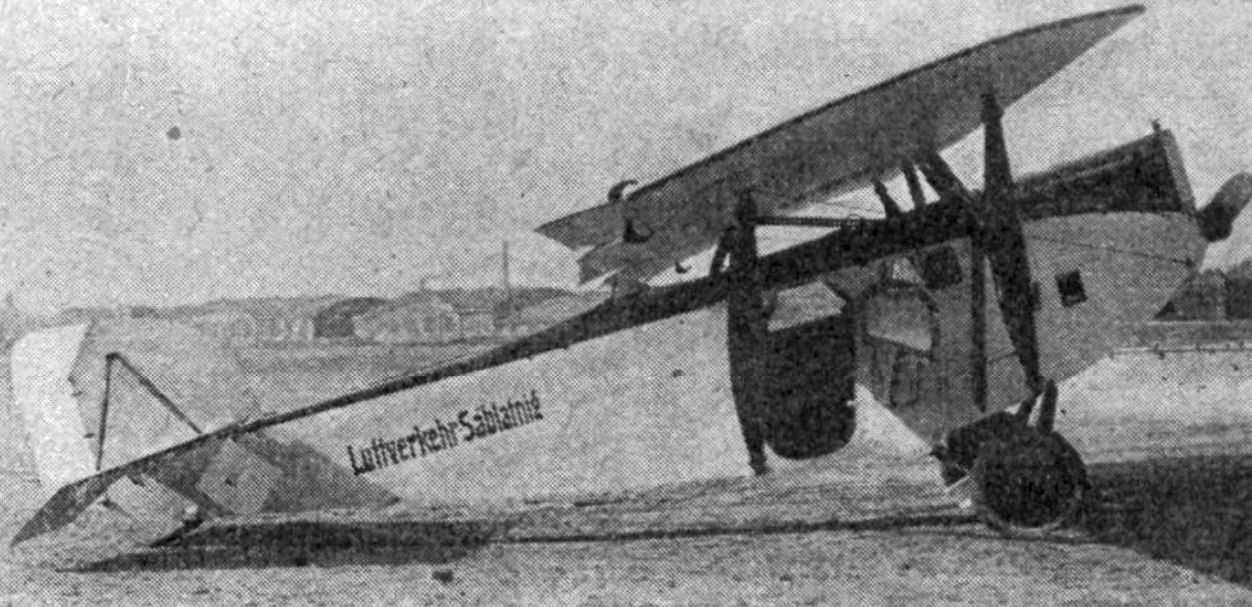
Un Sablatnig P.III dans L'Aérophile de janvier 1921

17 Sablatnig P.III ont été immatriculés en Allemagne à partir de 1921. Fritz Sablatnig, le propriétaire de la société Sablatnig, estime la production totale entre 30 et 40 exemplaires, dont 12 fabriqués en Estonie par Dwigatel. Le P.III entre en service dans plusieurs compagnies aériennes en Allemagne et dans d'autres pays, notamment Lloyd Luftverkehr Sablatnig, Deutsche Luft Hansa, Danish Air Express, Aeronaut, ainsi qu'au sein de l'armée de l'air suisse.

## Utilisateurs
Danemark
- Danish Air Express

 Estonie
- Aéronaut

 Allemagne
- Deutsche Luft-Reederei
- Deutscher Aero-Lloyd
- Deutsche Luft Hansa
- Lloyd Luftverkehr Sablatnig

 Suisse
- Forces aériennes suisses. Un SAB P-III est acheté en 1921 par l'école d'aviation Mittelholzer et Comte et immatriculé CH-54. Principalement utilisé pour des transports demandés par le gouvernement, l'avion est racheté par les troupes d'aviation où il reçoit l'immatriculation 708. Alfred Comte est affecté à son pilotage. En 1927 l'avion atteint la fin du potentiel de 300 heures et est réformé en 1929[4].